# Palacio Legislativo (Toluca)
El Palacio Legislativo del Estado de México es el edificio designado para albergar al poder Legislativo del Estado de México, está ubicado en el extremo oriental de la Plaza de los Mártires en la Ciudad de Toluca.
El edificio consta de 2 plantas y tiene en su fachada principal tres puertas que dan acceso al vestíbulo, en el cual se encuentran 2 bustos: al lado izquierdo está el busto de Don José María Luis Mora y al centro se encuentra el busto de Don Andrés Molina Enríquez.
Al norte del palacio se encuentra el Parque de la Ciencia Fundadores; al noroeste se encuentra el Palacio de Gobierno del Estado de México; al poniente se encuentra la Plaza de los Mártires; y al sur del palacio se encuentra el Palacio Municipal de Toluca, la Plaza Fray Andres de Castro y los Portales de Toluca.

## Historia

### Palacio del Poder Legislativo
El 13 de octubre de 1900, durante la XVIII legislatura del congreso del estado, el presidente Porfirio Díaz y el gobernador José Vicente Villada inauguraron el Palacio del Poder Legislativo sobre la calle Porfirio Diaz (después calle Belisario Domínguez) en el centro de Toluca. Las pilastras, molduras, columnas y ménsulas del antiguo palacio eran de piedra de la Hacienda de Xicaltepec y de las canteras del pueblo de Tlacotepec.
El congreso del estado permaneció legislando en el inmueble desde octubre de 1900 hasta julio de 1973, con excepción de unos meses en 1942 cuando el congreso del estado legisló en el Antiguo Palacio de Gobierno del Estado de México durante la renovación del inmueble.

### Cámara de Diputados

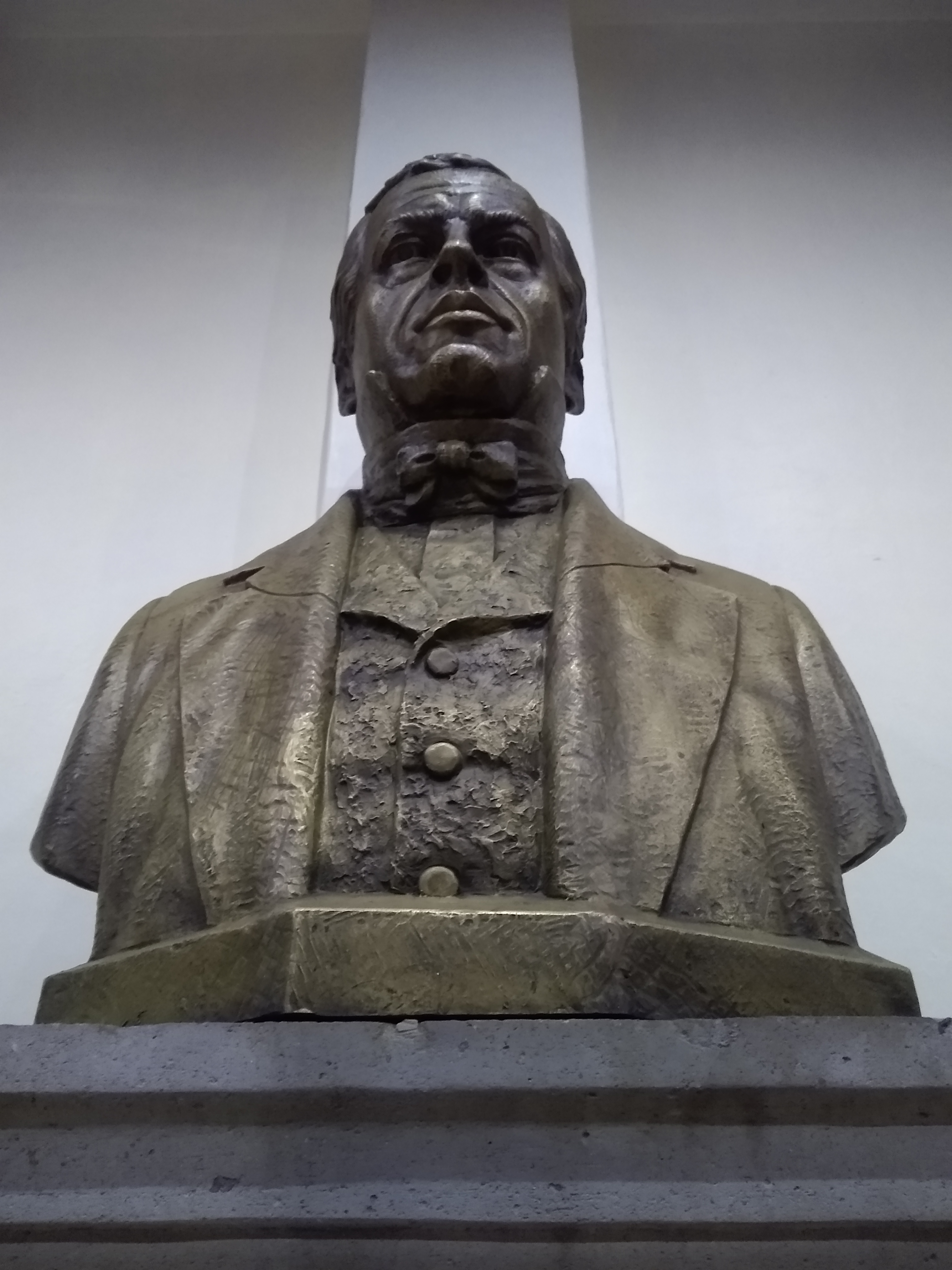
Busto de José María Luis Mora en la entrada principal del Palacio Legislativo.

El actual Palacio Legislativo fue construido en 1968 como parte de la remodelación del Centro Histórico de Toluca, destinado originalmente para albergar la Casa de Cultura de Toluca. El 27 de julio de 1973, mediante un decreto emitido por el congreso estatal durante la XLV legislatura se designó al inmueble como recinto oficial del poder Legislativo del Estado, el mismo decreto estipuló que el recinto se denominara "H. Cámara de Diputados" a partir del día 1º de agosto de 1973. El 2 de agosto del mismo año el congreso estatal entregó al ayuntamiento municipal el antiguo palacio del poder legislativo, el cual fue demolido y en su lugar fue construida la Plaza Fray Andres de Castro.

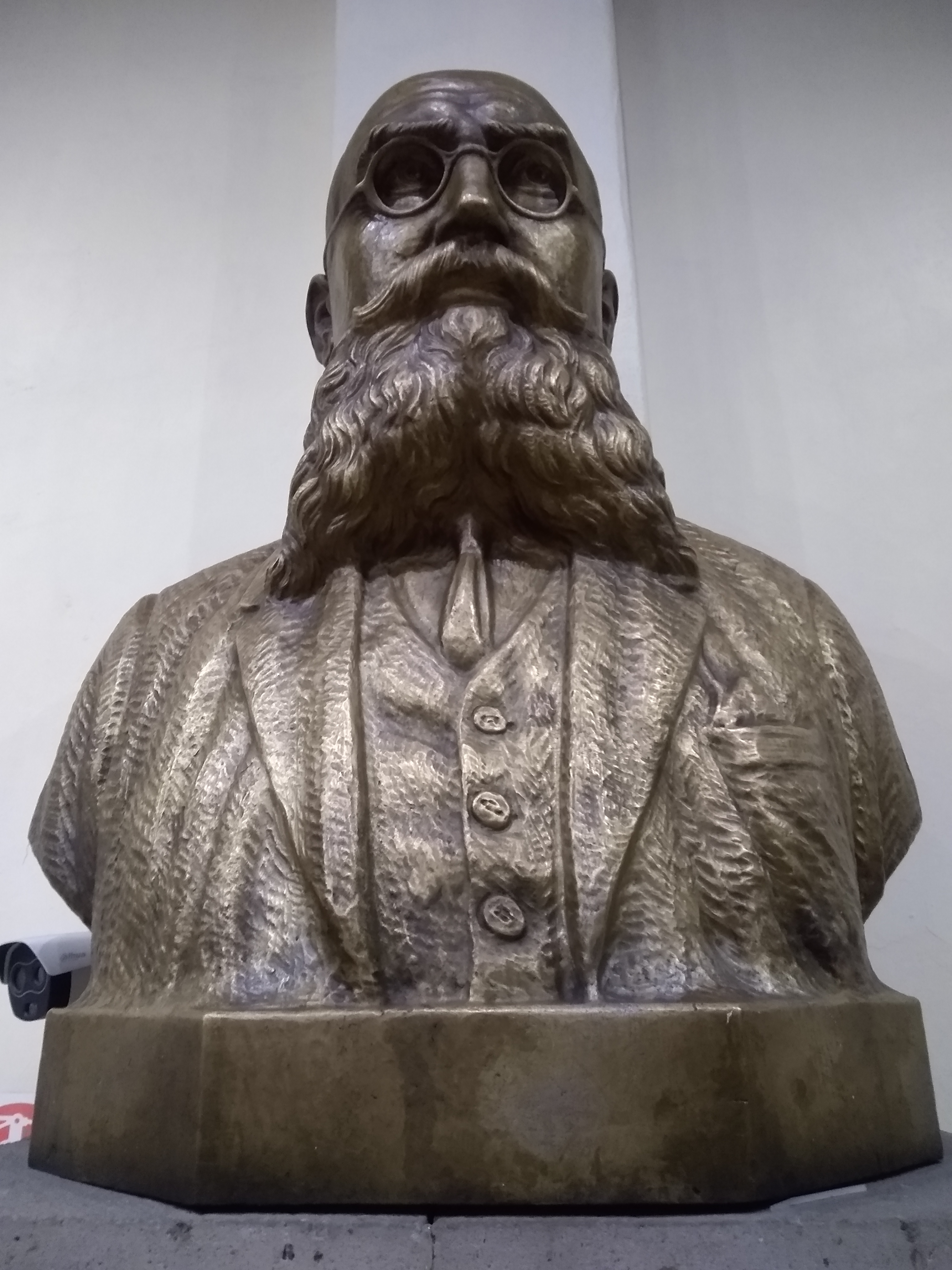
Busto de Andrés Molina Enríquez en la entrada principal del Palacio Legislativo.

El Primer Salón de Sesiones de la Cámara de Diputados se inauguró el 5 de septiembre de 1973, fue remodelado en diciembre de 1989 y posteriormente fue denominado Salón “Benito Juárez”. El Segundo Salón de Sesiones de la Cámara de Diputados se inauguró el 14 de julio de 1998, este salón fue construido en el patio del recinto en cuyo centro de encontraban los bustos de Andrés Molina Enríquez y José María Luis Mora, los cuales se reubicaron en la entrada principal del inmueble; posteriormente el segundo salón de sesiones fue denominado Salón de Sesiones “José María Morelos y Pavón”. El "Salón Narciso Bassols” se encuentra adyacente al Salón “Benito Juárez” y se ha utilizado para las reuniones preparatorias antes de que iniciaran las sesiones y en reuniones referentes a las comisiones legislativas. El 11 de septiembre de 2014 fue inaugurado el Salón de Protocolo “Isidro Fabela Alfaro” en reconocimiento al ilustre mexiquense.
En años recientes, ante el incremento de los feminicidios en el Estado de México y la incapacidad del gobierno estatal por disminuir las cifras de feminicidios en la entidad, marchas feministas se han realizado en la capital mexiquense y en el Palacio Legislativo se han cubierto puertas y ventanas ante los posibles daños que se puedan realizar durante las manifestaciones.

## Murales
El Mural "Leyes de Reforma" se encuentra en la pared del fondo del Salón "Benito Juárez", obra de Mateo Herrera, fue presentado públicamente en 1898 y durante décadas fue exhibido en el antiguo Palacio del Poder Legislativo, fue llevado a la Cámara de Diputados tras su inauguración. 
El 5 de diciembre de 1986 el artista mexiquense Leopoldo Flores inauguró su mural "El Hombre y su Universo" dentro de la Cámara de Diputados.
En 2014 la artista plástica Pastora Idaric realizó 4 murales dentro del inmueble. El primero fue titulado "Árbol Monumental. Constitución y Constituyentes de 1870", el segundo mural fue titulado "Sentimientos de la Nación", el tercer mural fue titulado "Constitución y Constituyentes de 1827 en el Estado de México, Sedes y Recintos" y el último mural fue titulado "Primera Ley Orgánica Provisional del Estado de México".

## Galería

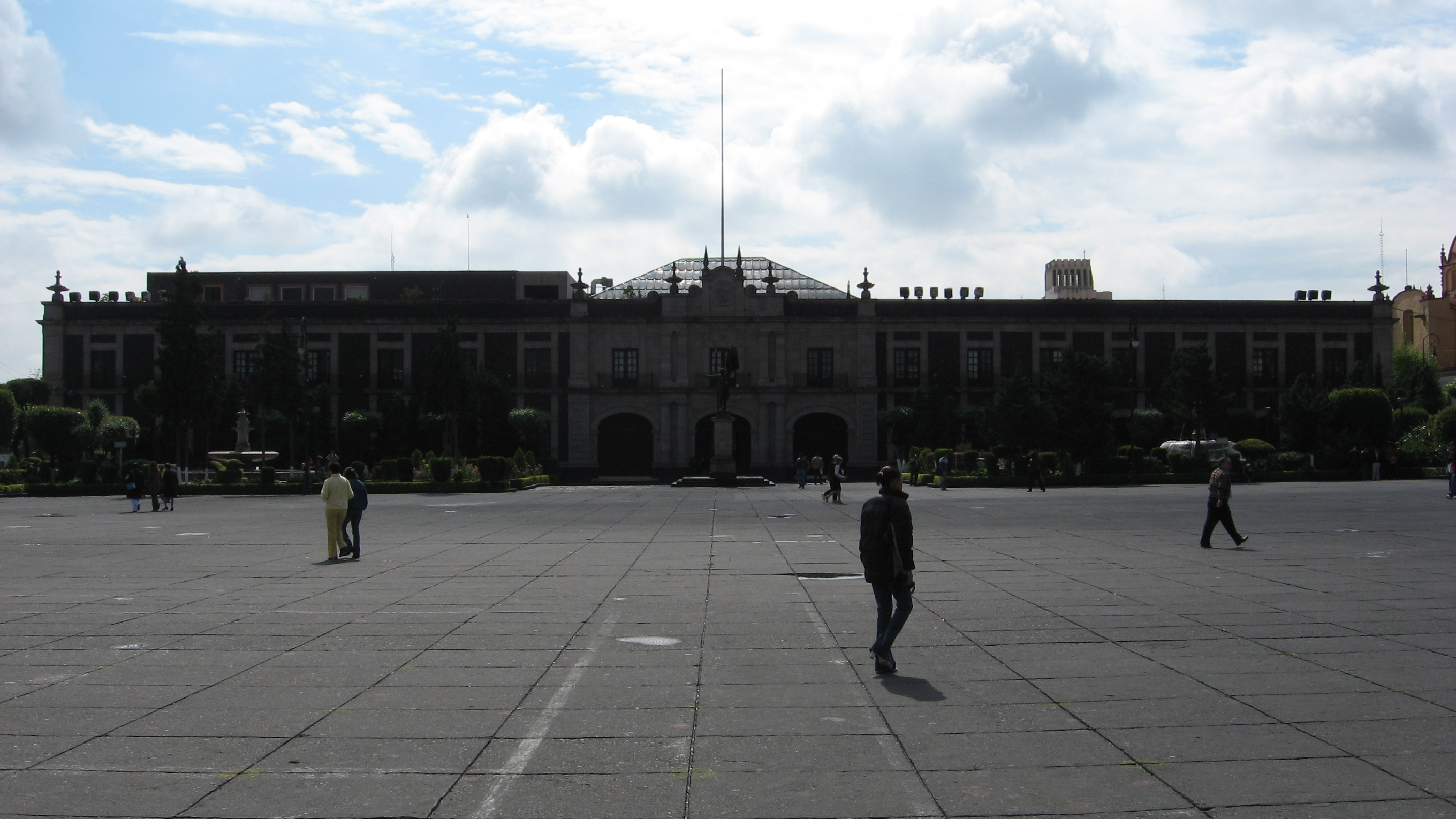
Fachada principal del Palacio Legislativo, mayo de 2006.
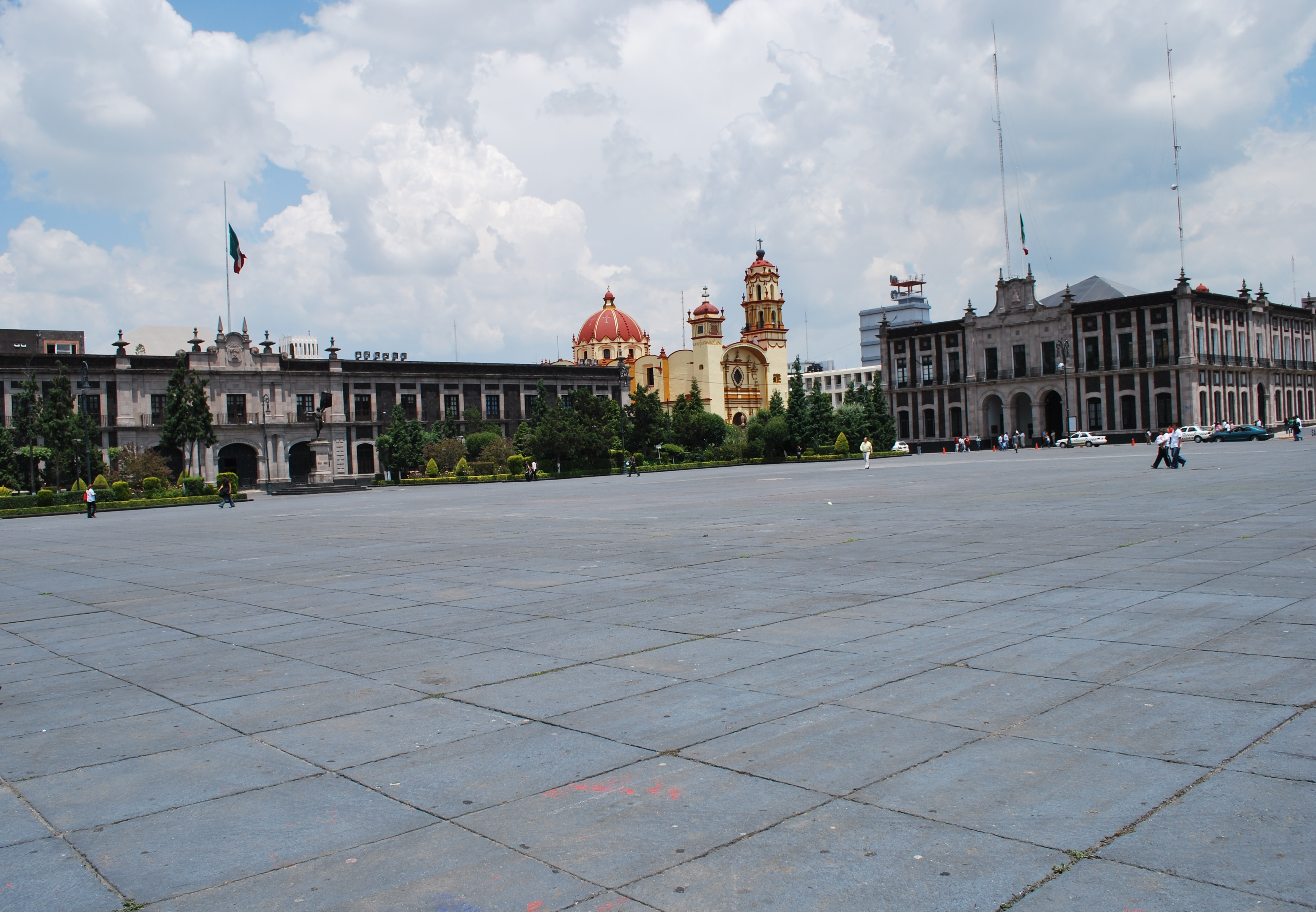
El Palacio Legislativo y el Palacio Municipal de Toluca, julio de 2009.
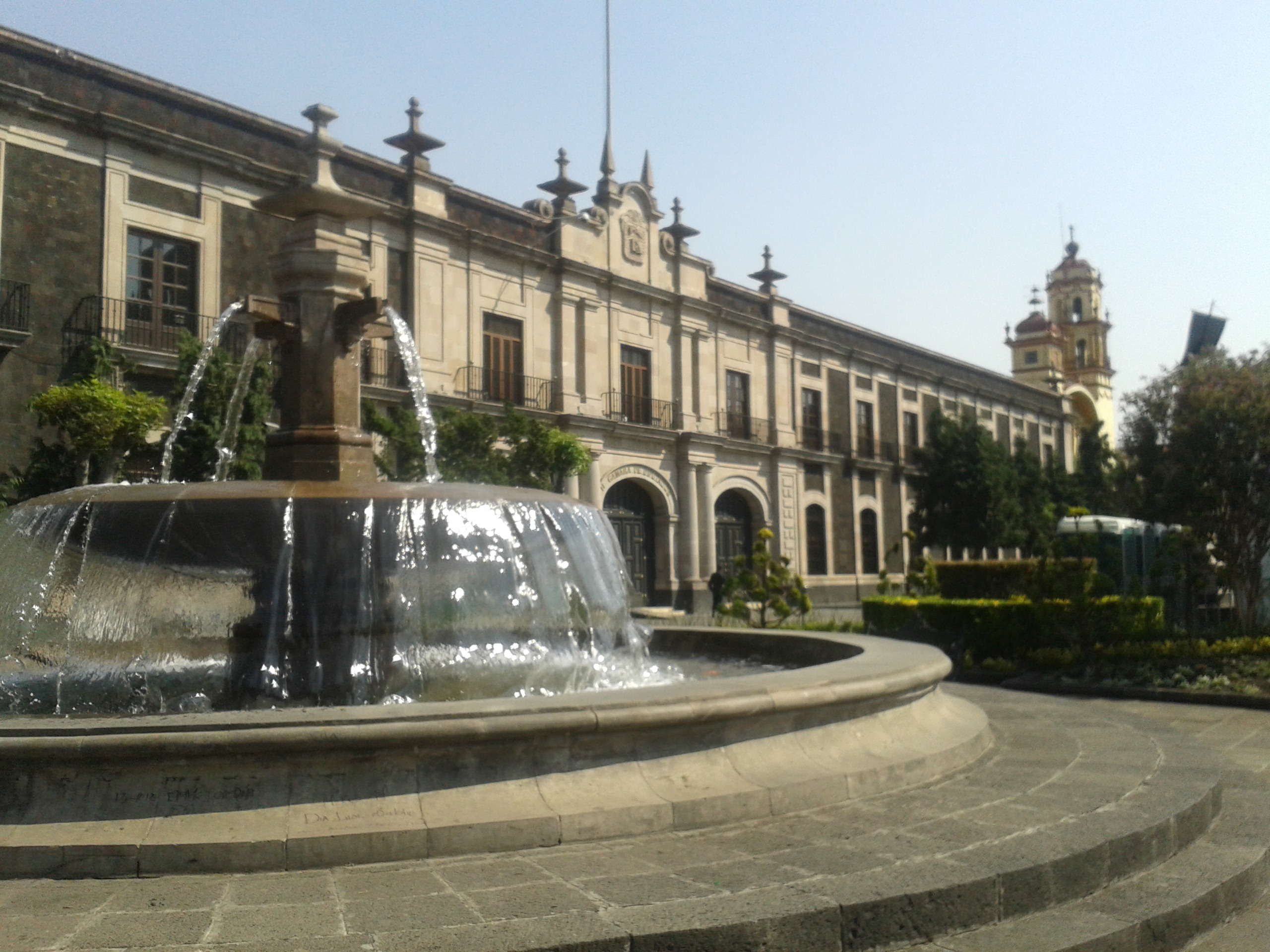
Fuente frente al Palacio Legislativo, febrero de 2014.
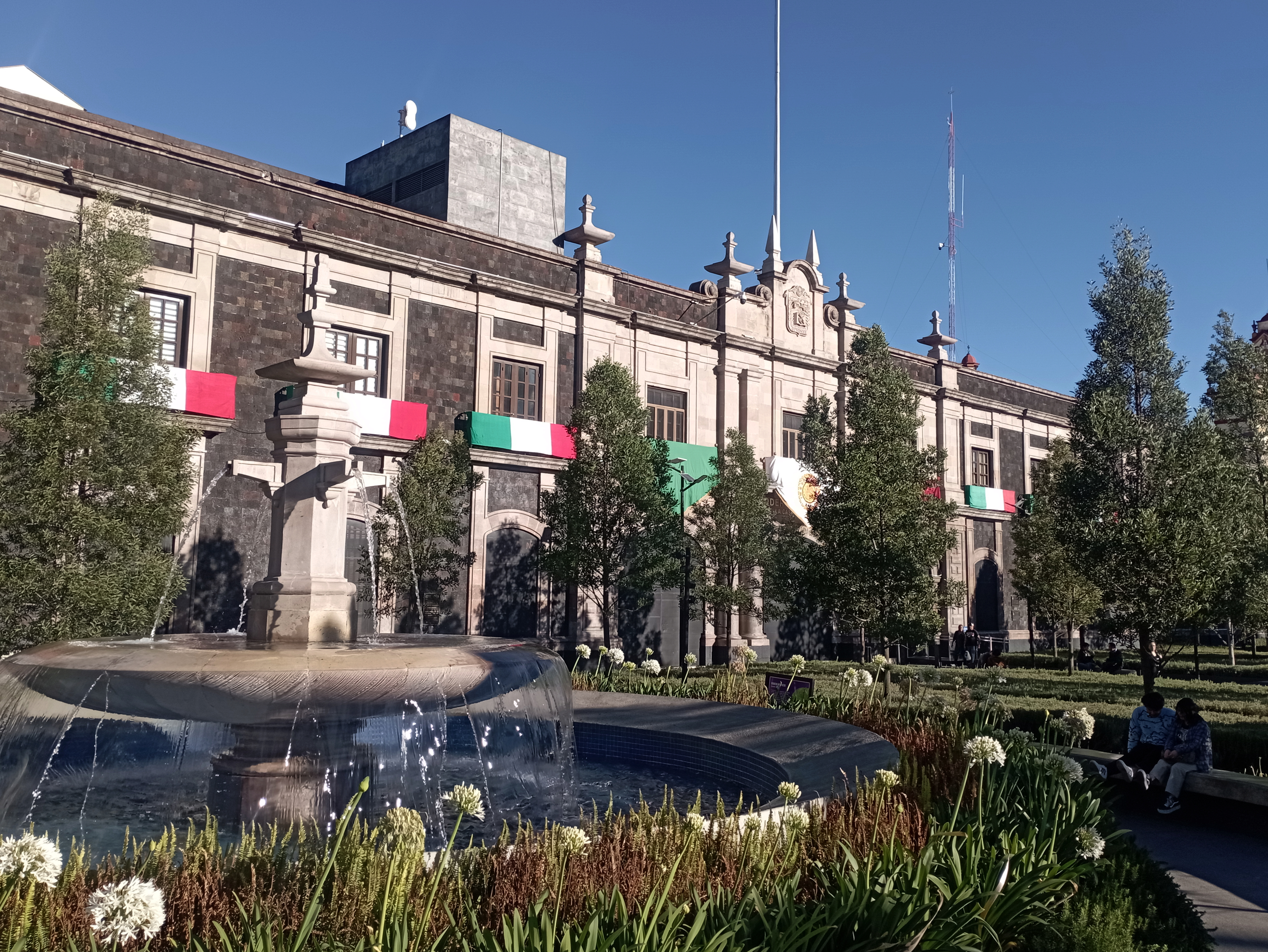
Palacio Legislativo, febrero de 2024.